# TG Nürtingen
Die Turngemeinde Nürtingen 1859 e. V. (TGN) ist ein Sportverein aus Nürtingen im baden-württembergischen Landkreis Esslingen. Überregional bekannt ist die TGN vor allem durch ihre Handballerinnen, die seit 2015 in der 2. Bundesliga spielen.

## Geschichte
Die TG Nürtingen wurde 1859 gegründet. 

## Sportarten
In der TG Nürtingen werden Aikido, Badminton, Basketball, Behindertensport, Boxen, Faustball, Freizeitsport, Handball, Kindersportschule, Leichtathletik, Parkour, Rehasport, Rhythmische Sportgymnastik, Schwimmen, Skisport, Tanzsport, Trampolinturnen, Turnen und Volleyball angeboten.

## Handball
Die erste Frauenmannschaft stieg in der Saison 2000/01 aus der neu gegründeten Oberliga Baden-Württemberg in die Regionalliga Süd auf. In der Saison 2005/06 erfolgte der Abstieg aus der Regionalliga Süd in die Oberliga Baden-Württemberg. In der Saison 2010/11 wurde sie Meister der Oberliga Baden-Württemberg und stieg in die neu gegründete 3. Liga Süd auf. In dieser spielte die TG von der Saison 2011/12 bis zur Saison 2014/15. Als Meister der Saison 2014/15 stieg die TG in die 2. Bundesliga auf, in der sie seit der Saison 2015/16 ununterbrochen spielt.

### Platzierungen seit 2011
| Saison  | Liga          | Platz | Tore    | Punkte | Bemerkung                     |
| ------- | ------------- | ----- | ------- | ------ | ----------------------------- |
| 2010/11 | Oberliga BW   | 1.    |         | 48:8   | Aufstieg in die 3. Liga Süd   |
| 2011/12 | 3. Liga Süd   | 5.    | 776:728 | 35:17  |                               |
| 2012/13 | 3. Liga Süd   | 5.    | 779:701 | 33:19  |                               |
| 2013/14 | 3. Liga Süd   | 3.    | 708:617 | 33:15  |                               |
| 2014/15 | 3. Liga Süd   | 1.    | 863:628 | 50:2   | Aufstieg in die 2. Bundesliga |
| 2015/16 | 2. Bundesliga | 11.   | 774:834 | 26:34  |                               |
| 2016/17 | 2. Bundesliga | 4.    | 795:788 | 35:25  |                               |
| 2017/18 | 2. Bundesliga | 12.   | 665:716 | 24:32  |                               |
| 2018/19 | 2. Bundesliga | 10.   | 752:777 | 25:35  |                               |
| 2019/20 | 2. Bundesliga | 11.   | 540:567 | 17:27  |                               |
| 2020/21 | 2. Bundesliga | 10.   | 652:713 | 22:30  |                               |
| 2021/22 | 2. Bundesliga | 7.    | 805:803 | 30:30  |                               |
| 2022/23 | 2. Bundesliga | 13.   | 804:865 | 21:39  |                               |
| 2023/24 | 2. Bundesliga | 4.    | 852:803 | 37:23  |                               |
| 2024/25 | 2. Bundesliga | 4.    | 944:835 | 40:20  |                               |

### Kader für die Saison 2024/25
Tor:
- Rena Keller
- Sophie Leenen

Feld:
- Carlina Luft
- Britt van der Baan
- Lisa Wieder
- Lea Walter
- Nele Nusser
- Nora Erhardt
- Maileen Seeger
- Michelle Schäfer
- Benitta Quattlender
- Marie-Christine Beddies
- Leonie Dreizler
- Lisa Fuchs
- Annika Distel
- Lenya Treusch
- Julia Symanzik

Trainer: Manel Cirac

### (Ehemalige) Trainer
- Ausra Fridrikas
- Klaus Hüppchen

## Leichtathletik
Bei den Deutschen Leichtathletik-Meisterschaften 1975 gewann Klaus Flakus die Bronzemedaille im Zehnkampf. Die Mannschaft der TG, neben ihm bestehend aus Gerhard Klinger und Fritz Mehl, holte ebenfalls die Bronzemedaille. Bei den Deutschen Leichtathletik-Meisterschaften 1976 errang die Mannschaft in derselben Besetzung erneut die Bronzemedaille. Fritz Mehl errang bei den Deutschen Leichtathletik-Meisterschaften 1979 ebenfalls die Bronzemedaille.

## Volleyball
Für die TG Nürtingen ist der Standvolleyball-Weltmeister Martin Vogel als Spielertrainer tätig.
Bei den aktiven Herren tritt die TG Nürtingen seit Sommer 2017 zusammen mit dem TTV Dettingen und dem TV Unterboihingen in einer Spielgemeinschaft als SG Volley Neckar-Teck an.